# 조각가자리 왜소은하
조각가자리 왜소 타원 은하(영어: Sculptor Dwarf Elliptical Galaxy)는 조각가자리에 있는 왜소 타원 은하이다. 우리 은하의 위성 은하이기도 하다. 거리는 지구에서 290,000 광년이며, 탄소를 포함한 중원소들이 은하의 4% 정도를 차지한다.

## 중원소 함량
1999년에 이 은하의 중원소함량을 계산하였는데, 중원소함량은 [Fe/H]=-2.3 그리고 [Fe/H]=-1.5였다. 이 수치는 국부 은하군에서 가장 큰 수치이며, 어린 은하 중에서도 가장 큰 수치이다. 이것은 점차 늙어 가고 있는 은하의 뜻이기도 하다.